# Condado de Priego
El condado de Priego es un título nobiliario español creado por Enrique IV en 1465 a favor de Diego Hurtado de Mendoza, II señor de Castilnovo y marido de Teresa de Carrillo, última señora de Priego. Tiene asociada Grandeza de España concedida en 1715. 
Su nombre se refiere al municipio castellano-manchego de Priego, en la provincia de Cuenca. 

## Señores de Priego
- Alfonso Ruiz Carrillo, i señor de Priego[2] por privilegio otorgado por el rey Fernando IV en 1298.[1][3]  Hijo de Garci Gómez Carrillo «el de los Garfios», señor de Mazuelo, y de Urraca Alonso hija, a su vez, del infante Alfonso de Molina, que recibió en dote la aldea de Priego y otros heredamientos en el obispado de Cuenca y en tierra de Molina.

- Juan Alfonso Carrillo, ii señor de Priego, hijo del anterior, fundó mayorazgo el 19 de junio, era 1379 (año 1341) a favor de su hijo primogénito, Juan Ruiz Carrillo,[3] con la aprobación del rey Alfonso XI,[2] en el que vinculó el señorío, propiedades y otros derechos concedidos.[1]

- Juan Ruiz Carrillo, iii señor de Priego, hijo del anterior, casado con Isabel Fernández Calvillo,[4][2] hija y heredera del I señor de Cotillas desde 1318, Torres de Cotillas, en Murcia.

- Fernán Carrillo, iv señor de Priego, hijo del anterior, casado con Teresa García de Meneses,[5][2] fue señor de Cotillas, i señor de Cañaveras, y montero mayor del rey.

- Pedro Carrillo, también llamado Pedro Carrillo de Huete,[6] v señor de Priego,[2] hijo primogénito del anterior,[7] fue halconero mayor de Juan II de Castilla. Contrajo matrimonio con Guiomar de Sotomayor,[8] hija de Luis Méndez de Sotomayor, señor del Carpio, ricohombre, y de Catalina Sánchez Villodre. Otorgó testamento el 20 de abril de 1448.[9]

- Teresa Carrillo, vi señora de Priego,[2][1][7]  de Escavas y de Cañaveras. Su padre entabló conversaciones en marzo de 1408 con Íñigo López de Mendoza –hijo segundo de Pedro González de Mendoza y Aldonza de Ayala– para tratar el matrimonio de su hija Teresa con Diego Hurtado de Mendoza, su hijo y de su esposa Inés Manuel.[8][10] Fue el primer conde de Priego.[11]

## Condes de Priego

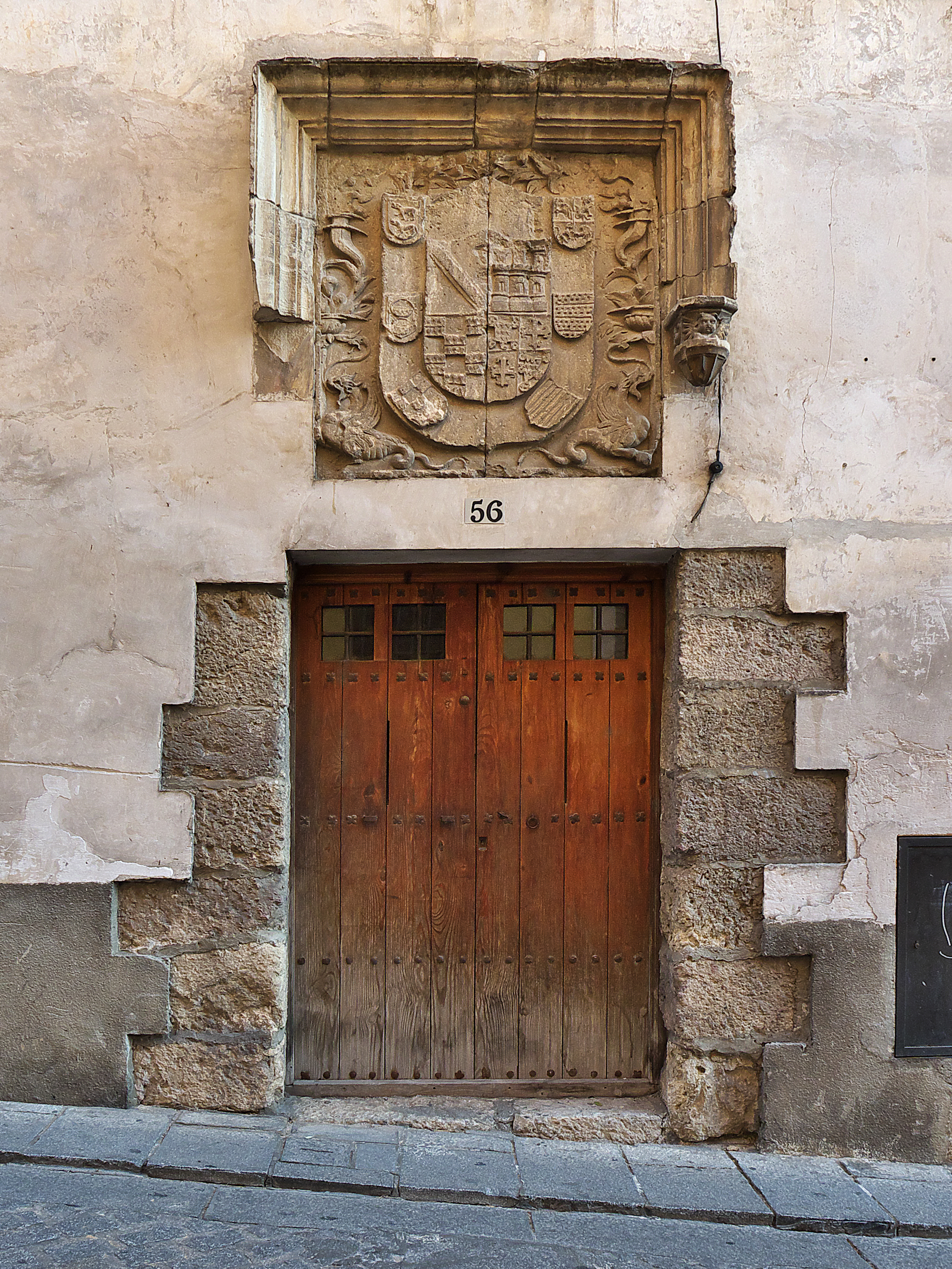
Escudo nobiliario de los Carrillo de Mendoza, perteneciente a Diego Carrillo de Mendoza, conde de Priego

- Diego Hurtado de Mendoza (m. 1489), i conde de Priego,[2][12] señor de Castilnovo,[10], la Parrilla, del Villar del Saz, el Águila, y los Pechos y Martiniegas de Guadalajara. El 6 de noviembre de 1465, el rey Enrique IV le concedió el título de conde de Priego[1] «considerando los muchos é altos, é leales, é señalados servicios que vos Diego Hurtado de Mendoza, habedes fecho é facedes cada día».[13] Contrajo matrimonio con Teresa Carrillo, vi señora del estado de Priego, hija única de Pedro Carrillo y de su mujer Guiomar de Sotomayor. De este matrimonio nacieron tres hijos; Pedro Carrillo de Mendoza, que heredó el condado, Íñigo López de Mendoza, señor de Argal y Mochales, y Aldonza Carrillo de Mendoza, esposa de Juan Alonso de Haro, de quienes descienden los marqueses del Carpio; le sucedió su hijo primogénito;[14]

- Pedro Carrillo de Mendoza (m. 1510), ii conde de Priego,[12] señor de Escavas y Cañaveras, casado con María de Quiñones. Según Vilar y Pascual, fue hija de Diego Fernández de Quiñones, i conde de Luna y de Juana Enríquez, aunque dice que «en otras memorias parece haber sido hija de Pedro Fernández de Quiñones y de Beatriz de Acuña».[15] Sin embargo, parece que María, hija de Diego Fernández de Quiñones y de Juana Enríquez, contrajo matrimonio con Ramiro Núñez de Guzmán, señor del condado de Porma y de la villa de Toral, uno de los comuneros, y era «tía carnal del tercer conde de Luna».[16] El marqués de Siete Iglesias la tiene como hermana del i conde de Luna, por tanto, sería hija de Pedro Fernández de Quiñones y de Beatriz de Acuña.[17] Le sucedió su hijo primogénito;[15]

- Diego Carrillo de Mendoza (m. 3 de diciembre de 1515), iii conde de Priego,[12] señor de Escavas y Cañaveras, casado con Guiomar de Mendoza,[12] hija de Pedro Hurtado de Mendoza, adelantado de Cazorla , e hijo de los i marqueses de Santillana, y de Leonor de Quirós.[17]  Le sucedió su hijo;

- Luis Hurtado de Mendoza (m. 1521), iv conde de Priego,[12] señor de Escavas y Cañaveras, casado con Beatriz de Valencia[12] Benavides (hija de Manuel de Benavides, el Bueno, iv señor de Jabalquinto, y de Luisa Manrique, hija de Jorge Manrique, señor de Belmontejo, hijo del i conde de Paredes de Nava, y de Guiomar de Meneses, hija del i conde de Fuensalida, sin descendencia, le sucedió su tío;[12][a]

- Fernando Carrillo de Mendoza (m. 1551), v conde de Priego,[12] quien por sentencia accede al condado, como hijo del ii conde, a la muerte del iv, por pleito contra Guiomar de Zapata de Mendoza, señora de Malagón, quien reclamaba su derecho como hija de María de Mendoza, hermana del iv conde, si bien fue Fernando quién gana el pleito y a quien se le adjudica el condado en 1525;[17]  casado con Isabel de Ayala,[12] hija de Juan de Ayala y Mendoza y de Isabel de Torres).[17]  Le sucedió su hijo;[17]

- Luis Carrillo de Mendoza (m. 1560), vi conde de Priego,[12] señor de Escavas y Cañaveras, casado con Estefanía de Villarreal,[12] hija de García de Villarreal, de la casa solar en Arratia, Vizcaya,[19] y de Catalina de Albiz.[17]  Le sucedió su hijo;

- Fernando Carrillo de Mendoza y Villarreal (m. 24 de abril de 1579),[19] vii conde de Priego,[12] señor de Escavas y Cañaveras, señor de las escribanías públicas, del pontazgo y de las penas de cámara de la ciudad de Guadalajara, embajador del rey Felipe II en Portugal, Asistente de Sevilla, mayordomo mayor de Juan de Austria, con quien se halló en Lepanto.[19] Después de la victoria en Lepanto, obtuvo licencia del papa Pio V para fundar el convento de san Miguel de la Victoria.[19] Embajador en Roma y capitán general de Sevilla,[12] se casó con Juana Carrillo de Albornoz (m. 1600), segunda hija de Luis Carrillo de Albornoz, señor de Torralba y Beteta,[19] alcalde mayor de los Hijosdalgo de Castilla, y de Inés de Barrientos Manrique.[17]  Le sucedió su hijo;[12]

- Luis Carrillo de Mendoza (m. 1580), viii conde de Priego, casado con Catalina de Mendoza, sin descendencia. Le sucedió su hermano;[12][17]

- Pedro Carrillo de Mendoza (m. 28 de noviembre de 1619) ix conde de Priego,[12] señor de Escavas y Cañaveras.[20] Casado en primeras nupcias con María Zapata  de Mendoza, hija de Francisco de Zapata y Cisneros, i conde de Barajas, y de María de Mendoza.[20][17] Contrajo un segundo matrimonio en Madrid el 26 de noviembre de 1592 con Juana Cortés de Arellano[17]  (m. noviembre de 1612),[12], hija de Martín Cortés de Monroy, ii marqués del Valle de Oaxaca, y de su primera esposa, Ana de Arellano,[21][20] hija de Pedro de Arellano, conde de Aguilar de Inestrillas. Se casó en terceras en 1605 con María de la Cueva[12] y Mendoza (m. 16 de noviembre de 1612),[12] hermana del i Marqués de Bedmar, de quien no tuvo hijos. Le sucedió en 1620 la hija que tuvo con su primera mujer.[20][12]

- Juana Carrillo de Mendoza y Zapata (m. 20 de mayo de 1623), x condesa de Priego,[12] casada en primeras nupcias con Pedro Gasol, caballero de Santiago, pronotario de la Corona y Reino de Aragón,[20][12] consejero real; y casada en segundas el 30 de enero de 1621 con Diego Pimentel y Toledo[12] (n. Valladolid), i marqués de Gelves, capitán general de la caballería de Milán, asistente de Sevilla, virrey de Aragón y Nueva España, caballero de Santiago y comendador de Villanueva de la Fuente. Sin sucesión de ambos matrimonios. Le sigue su hermana;[12][17]

- Antonia Carrillo de Mendoza y Zapata (m. 1628), xi condesa de Priego,[1] señora de Escabias y Cañaveras, casada con Rafael Garcés de Marcilla y Heredia (m. 1647),[12] barón de Gaibiel y Santacroce, señor de la fortaleza y torre de Leoparde,[1] señor de la casa, fortaleza y monte de Picaza, de la jurisdicción del lugar de Terzaga y partido de Molina de Aragón, regidor perpetuo de Molina de Aragón, gentilhombre del rey. Le sucedió su hijo;[12]

- Jerónimo Garcés de Marcilla Carrillo de Mendoza (m. 31 de diciembre de 1652), xii conde de Priego,[12] barón de Gaibiel y Santacroce,[22]  señor de las villas de Escabas, Cañaveras y Castilnovo, de las casas de Garcés de Marcilla y Fernández de Heredia, en Aragón, caballero de Santiago, gentilhombre de Felipe IV, presidente de la Real Audiencia de Panamá y capitán general de Guatemala. Casado el 19 de diciembre de 1629 con Margarita Zapata de Mendoza[12] (n. 1616), hija de Diego Zapata, ii conde de Barajas, y de su segunda esposa, Sidonia Riedrer de Paar.[22] Fue menina y dama de la reina Isabel de Francia. Después de enviudar, fue aya y camarera mayor, de la infanta María Teresa. Le sucedió su hijo;[12]

- Pedro Garcés de Marcilla Carrillo de Mendoza y Zapata (m. 11 de junio de 1666), xiii conde de Priego,[12] señor  de Castilnovo,  Excavas y Cañaveras,  barón de Gaibiel y de Santacroche, gentilhombre de cámara del rey, casado en Madrid (San Martín) el 24 de febrero de 1659[23] con Antonia  María de Toledo y Salazar,[12] hija del i marqués de Mancera. Sin sucesión. Sigue su hermana.[22]

- María Sidonia Garcés de Marcilla Carrillo de Mendoza (m. 30 de abril de 1679), xiv condesa de Priego, hermana del anterior,[12] baronesa  de Gaibiel y de Santacroche, señora de las Casas de Garcés de Marcilla y López de Heredia, de las villas de Escabas, Perales, Cañaveras y Castilnovo, de la torre de Leoparde y Casa-fuerte de Picaza, en Aragón y Valencia, patrona del Hospital del Dulce Nombre de Jesús, del convento de Nuestra Señora del Rosal de Priego y de la capilla de los Apóstoles en la catedral de Cuenca. Casada  en Madrid el 4 de abril de 1654 con Francisco Fernández de Córdoba (nacido en Córdoba y bautizado en la iglesia de Santa Marina el 16 de septiembre de 1628-1690),  i marqués de Moratalla,[12] señor de las  villas Belmonte, Herrera de los Palacios, Herrera de los Zahurdones, Añora del Cojo, Mezquitiel y Moratilla o Moratalla, Salarea, Algarrobo, Alcaucín y Benescalera, veinticuatro de Córdoba, caballero de Calatrava en 1653, gentilhombre de cámara del rey. Le sucedió su hijo;

- José Antonio Carrillo de Mendoza y Córdova (m. 29 de marzo de 1724), xv conde de Priego,[12] grande de España,  ii marqués de Moratalla.[22] Contrajo matrimonio el 28 de enero de 1690 con María Teresa Pardo de la Casta (m. 26 de marzo de 1713), v marquesa de la Casta, condesa de Alaquaz, hija de Baltazar Pardo de la Casta y de su segunda esposa, María de Palafox y Cardona.[22] Le sucedió su nieta;[12]

- María de Belén Lauti della Rovere y Fernández de Córdoba (m. 27 de octubre de 1771), xvi condesa de Priego,[12] iii marquesa de Moratalla, vii marquesa de La Cata, condesa de Alaquaz, baronesa de Gaiviel y de Santacroce, grande de España. Era hija de Alejandro Lauti de la Rovere, duque de Santo Gemini, príncipe de la Rocca-Sinivaldo, y de su esposa, Javiera Fernández de Córdoba y Pardo de la Casta, hija del xv conde de Priego.[22] Se casó el 13 de febrero de 1742 con Jean Baptiste de Croy d'Havreé (m. julio de 1790), príncipe del Sacro Imperio Romano, caballero del Toisón de Oro, gran cruz de Carlos III, consejero de guerra.[24] Le sucedió un pariente de una rama colateral;[12][b]

- Francisco María de Coppola Garcés Carrillo de Mendoza (Nápoles, 9 de abril de 1741 - Nápoles 8 de junio de 1792),[25] xvii conde de Priego,[12] por Real carta de Sucesión de la Grandeza de España de Primera Clase del 14 de septiembre de 1783.[26] Era vi duque de Canzano, iii príncipe de Montefalcone, señor de Roccaviva, Acquaborrana, Santa Lucia di Montemitro y San Felice,[25] y conde de Ripalda; hijo de Andrés Coppola (m. Nápoles, 24 de noviembre de 1756), ii príncipe de Montefalcone, v duque de Canzano, señor de Roccaviva, Acquaborrana, Santa Lucia di Montemitro y San Felice, y de Laura Caracciolo (Amorosi, 3 de febrero de 1705 - Nápoles, 2 de julio de 1760).[27] Contrajo matrimonio el 27 de noviembre de 1769 con Beatrice Carafa della Quadra (6 de marzo de 1752 - 7 de septiembre de 1828), hija de Pier Nicola Carafa della Quadra (1730-1786), iv príncipe de San Lorenzo, y de Serafina Caracciolo (1731-1798).[25][24] le sucedió su hijo;[12]

- Andrés Coppola Garcés Strata Carrillo de Mendoza (1 de diciembre de 1770 - 10 de febrero de 1830),[25] xviii conde de Priego[12] por Real cédula del rey Carlos IV en mayo de 1794,[28] vii duque de Canzano, iv príncipe de Montefalcone,[25] conde de Ripalda, barón de Gaiviel y de Santacroce, grande de España.[24] Contrajo matrimonio el 29 de octubre de 1798 con Mary Francis Pritchard Dullon (m. 21 de junio de 1846). Le sucedió su hijo;[12]

- Francesco Giovanni Coppola Strata Carrillo de Mendoza (1802 - Madrid, 17 de febrero de 1858),[25] xix conde de Priego, v príncipe de Montefalcone, viii duque de Canzano.[25] Falleció soltero y le sucedió su hermano;[12]

- Tommaso Coppola Garcés Carrillo de Mendoza (26 de enero de 1805 - 10 de marzo de 1875),[25] xx conde de Priego,  vi príncipe de Montefalcone, ix duque de Canzano,[25] heredó los títulos de su padre. Murió sin descendencia y le sucedió su hermano;[12][c]

- Giuseppe Coppola Carrillo de Mendoza (16 de diciembre de 1805 - Nápoles, 11 de julio de 1878),[25] xxi conde de Priego, vii príncipe de Montefalcone, x duque de Canzano,[25] le sucedió su hermana;[12]

- Beatrice Coppola Carrillo de Mendoza (27 de octubre de 1800 - 24 de enero de 1880),[25] xxii condesa de Priego,[12] viii princesa de Montefalcone, xi duquesa de Canzano.[25] Contrajo matrimonio el 12 de mayo de 1836 con Marchese Antonio Andreotti;[12][d]

- Vicente Pío Ruiz de Arana y Osorio de Moscoso (6 de julio de 1864-18 de enero de 1946),[29] xxiii conde de Priego, xii marqués de Castromonte, xi conde de Lodosa, dos veces grande de España.[24]  Obtuvo la rehabilitación del título del condado de Priego en 1907.[24]  Contrajo matrimonio el 27 de enero de 1893 con Elena de Fontagud y Aguilera.[29] En 1935 cedió el título del condado de Priego a su hija María Luisa[12] y el del condado de Lodosa a su hija María Teresa.[29]

- María Luisa Ruiz de Arana y Fontagud (m. Madrid, 26 de octubre de 1980),[30] xxiv condesa de Priego desde 1935. El 25 de febrero de 1966 en ejecución de sentencia, le sucedió su sobrina;[12][31]

- María del Perpetuo Socorro Osorio de Moscoso y Reynoso, xxv condesa de Priego (30 de junio de 1899-20 de octubre de 1980), xix duquesa de Sessa, xx marquesa de Astorga, grande de España. Se casó con Leopoldo Barón y Torres. Después de enviudar, fue monja de clausura, con el nombre de María Clemencia de la Transberveración, en el convento de la Encarnación en Ávila donde recibió sepultura.[32] El 28 de octubre de 1968 le sucedió su hija;[12]

- María Blanca Barón y Osorio de Moscoso, xxvi condesa de Priego,[12][33] casada el 12 de junio de 1944 con Jaime Castellano y Mazarredo (m. 22 de agosto de 1977), iv marqués de Montemolín. Le sucedió su hijo

- Rafael Castellano y Barón, xxvii conde de Priego,[34][12] v marqués de Montemolín. Contrajo matrimonio el 4 de agosto de 1973 con María Paloma de la Chica y Cobián.[12]

## Mecenazgo artístico
Los Carrillo de Mendoza construyeron varios edificios civiles y religiosos.
- En 1553, y siendo obra de Juan Gómez de la Puente, en estilo renacentista, el conde Fernando Carrillo de Mendoza y Villarreal, mandó construir el palacio. En él figuran los escudos de la familia Carrillo (una torre) y de los Mendoza (banda cruzada sobre campo verde con el lema mendocino “Ave Maria Gratia Plena”). En su fachada se pueden leer las siguientes letras cuyo significado es el siguiente:

S, los señores, P, de Priego, Q, Quintana, H, y Hormaza (estas últimas aluden a los títulos obtenidos anteriormente por la familia Carrillo), V, de esta villa, C, condes, F, construyeron, C, esta casa, P, con el pecunio (dinero efectivo), EE, de ellos

- Iglesia de San Nicolás de Bari, mandada a construir por el conde Luis, y en la que intervino el cantero vasco Pedro de Alvíz, quien también intervino en la construcción del convento de San Pablo en Cuenca;

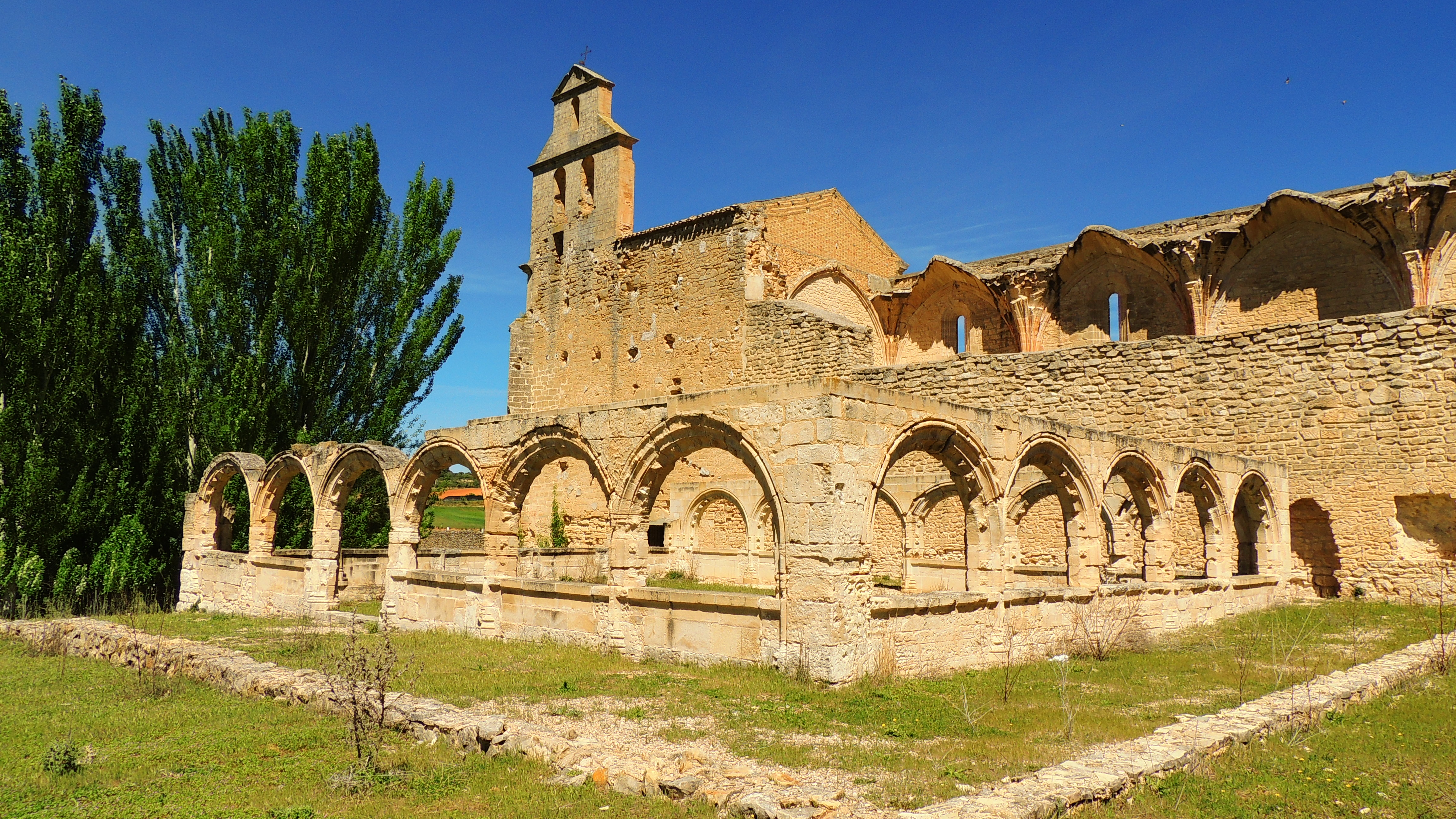
Convento de Nuestra Señora del Rosal

- Convento de Nuestra Señora del Rosal: mandado a construir en 1525 por iniciativa de un hermano del conde Luis Carrillo de Mendoza. Custodiado por las hermanas concepcionistas franciscanas, en el convento ingresaban, principalmente familiares de la familia condal.

- Convento de San Miguel de las Victorias, dedicado a los franciscanos descalzos, y mandado construir por el conde Fernando Carrillo de Mendoza y Villarreal, después de obtener licencia del papa Pio V,[19] en cumplimiento de la promesa que hizo durante su intervención en la batalla de Lepanto, en la que el conde prometió fundar un convento si él y sus hijos salían con vida de la batalla. El convento se inauguró en 1571.